# Jan Schön
Jan Schön – polski urzędnik państwowy, w 2005 podsekretarz stanu w Ministerstwie Spraw Wewnętrznych i Administracji.
Był pracownikiem resortu spraw wewnętrznych i administracji, m.in. dyrektorem Departamentu Zezwoleń i Koncesji. 11 listopada 2004 odznaczony Złotym Krzyżem Zasługi za sumienne wykonywanie obowiązków. Od 9 czerwca do 2 listopada 2005 sprawował funkcję wiceministra spraw wewnętrznych i administracji.